# G12/G13タンパク質αサブユニット
G12/G13タンパク質αサブユニット（英: G12/G13 α subunit）は、細胞表面のGタンパク質共役受容体を主にRhoファミリーGタンパク質に対するグアニンヌクレオチド交換因子と関連付け、アクチン細胞骨格を調節するヘテロ三量体Gタンパク質のαサブユニットである。G12αとG13αは、Gタンパク質αサブユニットの4つのクラスのうちの1つを構成する。Gタンパク質αサブユニットはグアニンヌクレオチド（GTP/GDP）を結合し、GTPを結合しているときに活性化状態となり、GDPを結合しているときにはGβγ複合体と結合して不活性である。G12/G13は百日咳毒素やコレラ毒素の標的ではなく、他のクラスのGタンパク質αサブユニットを標的とする。
Gタンパク質G12とG13は細胞の運動や遊走時の細胞のアクチン骨格の再構成を調節し、がん細胞の転移にも関与している。また、G13は受容体型チロシンキナーゼによって誘導される線維芽細胞や内皮細胞の遊走にも必要不可欠である。

## 遺伝子
- GNA12（英語版） (GNA12)
- GNA13（英語版） (GNA13)